# تصمیم من (فیلم)
تصمیم من (به هندی: Mera Faisla) فیلمی محصول سال ۱۹۸۴ و به کارگردانی راجندرا سینگ بابو است. در این فیلم بازیگرانی همچون سانجی دات، جایا پرادا، راتی آگنیهوتری، قادرخان، شاکتی کاپور، نیروپا روی، پران و ساتین کاپو ایفای نقش کرده‌اند.